# Cartabianca
Cartabianca è stato un programma televisivo italiano di genere talk show e rotocalco, andato in onda su Rai 3 dal 7 novembre 2016 al 27 giugno 2023 con la conduzione di Bianca Berlinguer.

## Il programma

### La striscia del preserale (2016-2018)
Il programma è stato un talk show d'approfondimento sui temi dell'attualità e della politica. Inizialmente trasmesso dal lunedì al venerdì dalle 18:25 alle 18:55 nella fascia immediatamente precedente al TG3 delle 19:00, dal 21 febbraio 2017 è andato in onda anche il martedì in prima serata, sostituendo Mi manda Raitre, trasmesso per due puntate nella collocazione che fu di Ballarò e successivamente di Politics, quest'ultimo chiuso nel dicembre 2016 per bassi ascolti.
La versione in prima serata è articolata in tre parti:
- Faccia a faccia, in cui due personalità della politica vengono intervistate e sottoposte a un sondaggio sul loro gradimento da parte del pubblico da casa e in studio;
- Il duello, che vede due personalità distinte confrontarsi su temi d'attualità e anch'essi sono sottoposti al giudizio del pubblico monitorato da un gruppo d'ascolto;
- La terza parte, in cui verranno intervistati personaggi del mondo dello spettacolo, della cultura e dell'intrattenimento.

In questa prima edizione, la parte comica era affidata a Gabriele Corsi, Enrico Bertolino e Gabriella Germani mentre l'ospite fisso è stato il giornalista Tommaso Labate.
La seconda edizione debutta il 12 settembre 2017 e vede la partecipazione di Flavio Insinna nel ruolo d'inviato e di Geppi Cucciari per quanto riguarda la parte comica. Vengono riconfermati inoltre Corsi e Labate.

### La prima serata (2018-2023)
La terza edizione inizia l'11 settembre 2018. Caratteristica della nuova edizione è la non riconferma dell'appuntamento in fascia preserale e la presenza fissa di Mauro Corona (fino all'11 giugno 2019) a inizio puntata per commentare i fatti della settimana.
La quarta stagione inizia il 3 settembre 2019, con la presenza di Corona dalla seconda puntata.
La quinta edizione inizia l'8 settembre 2020, con la presenza di Corona soltanto dalla prima alla terza puntata.
La sesta edizione va in onda dal 7 settembre 2021. Tra le novità di quest'edizione vi sono logo, grafica e studio rinnovati (quest'ultimo adesso situato presso gli studi televisivi Fabrizio Frizzi) e, dal 21 settembre, il ritorno di Corona.
A seguito di numerose indiscrezioni riguardo ad un possibile passaggio di Bianca Berlinguer a Rete 4, il 3 luglio 2023 la Rai ha annunciato che #cartabianca non figura nei palinsesti della stagione successiva.
Il format del programma è stato riproposto su Rete 4 con un nuovo titolo, È sempre Cartabianca.

## Edizioni
| Edizione | Conduzione        | Comici         | Comici            | Comici           | Inviati        | Presenza fissa | Periodo           | Periodo        | Puntate | Regia                |
| Edizione | Conduzione        | Comici         | Comici            | Comici           | Inviati        | Presenza fissa | Inizio            | Fine           | Puntate | Regia                |
| -------- | ----------------- | -------------- | ----------------- | ---------------- | -------------- | -------------- | ----------------- | -------------- | ------- | -------------------- |
| 1ª       | Bianca Berlinguer | Gabriele Corsi | Non presenti      | Non presenti     | Non presente   | Tommaso Labate | 7 novembre 2016   | 1º giugno 2017 | 114     | Francesco Travaglini |
| 1ª       | Bianca Berlinguer | Gabriele Corsi | Gabriella Germani | Enrico Bertolino | Non presente   | Tommaso Labate | 21 febbraio 2017  | 20 giugno 2017 | 19      | Cristiano D'Alisera  |
| 2ª       | Bianca Berlinguer | Gabriele Corsi | Geppi Cucciari    | Geppi Cucciari   | Flavio Insinna | Tommaso Labate | 12 settembre 2017 | 26 giugno 2018 | 39      | Arturo Minozzi       |
| 2ª       | Bianca Berlinguer | Gabriele Corsi | Non presenti      | Non presenti     | Non presente   | Tommaso Labate | 8 gennaio 2018    | 4 giugno 2018  | 80      | Francesco Travaglini |
| 3ª       | Bianca Berlinguer | Non presenti   | Non presenti      | Non presenti     | Non presente   | Mauro Corona   | 11 settembre 2018 | 25 giugno 2019 | 40      | Rinaldo Gaspari      |
| 4ª       | Bianca Berlinguer | Non presenti   | Non presenti      | Non presenti     | Non presente   | Mauro Corona   | 3 settembre 2019  | 21 luglio 2020 | 45      | Rinaldo Gaspari      |
| 5ª       | Bianca Berlinguer | Non presenti   | Non presenti      | Non presenti     | Enrico Lucci   | Mauro Corona   | 8 settembre 2020  | 22 giugno 2021 | 40      | Rinaldo Gaspari      |
| 6ª       | Bianca Berlinguer | Non presenti   | Non presenti      | Non presenti     | Non presente   | Mauro Corona   | 7 settembre 2021  | 21 giugno 2022 | 40      | Cristian Biondani    |
| 7ª       | Bianca Berlinguer | Non presenti   | Non presenti      | Non presenti     | Non presente   | Mauro Corona   | 30 agosto 2022    | 27 giugno 2023 | 42      | Flavia Unfer         |

## Programmazione
| Edizione | Rete televisiva | Anno      | Stagione          | Programmazione | Programmazione | Programmazione | Programmazione | Programmazione | Programmazione | Programmazione | Collocazione |
| Edizione | Rete televisiva | Anno      | Stagione          | L              | M              | M              | G              | V              | S              | D              | Collocazione |
| -------- | --------------- | --------- | ----------------- | -------------- | -------------- | -------------- | -------------- | -------------- | -------------- | -------------- | ------------ |
| 1ª       | Rai 3           | 2016-2017 | autunno-primavera |                |                |                |                |                |                |                | Preserale    |
| 1ª       | Rai 3           | 2017      | inverno-estate    |                |                |                |                | Prima serata   |                |                |              |
| 2ª       | Rai 3           | 2017-2018 | estate-estate     |                |                |                |                | Prima serata   |                |                |              |
| 2ª       | Rai 3           | 2018      | inverno-primavera |                |                |                |                | Preserale      |                |                |              |
| 3ª       | Rai 3           | 2018-2019 | estate-estate     |                |                |                |                | Prima serata   |                |                |              |
| 4ª       | Rai 3           | 2019-2020 | estate-estate     |                |                |                |                | Prima serata   |                |                |              |
| 5ª       | Rai 3           | 2020-2021 | estate-estate     |                |                |                |                | Prima serata   |                |                |              |
| 6ª       | Rai 3           | 2021-2022 | estate-estate     |                |                |                |                | Prima serata   |                |                |              |
| 7ª       | Rai 3           | 2022-2023 | estate-estate     |                |                |                |                | Prima serata   |                |                |              |

## Puntate speciali

### Attentato di Manchester del 22 maggio 2017
In onda il 23 maggio 2017 in prima serata. La puntata venne seguita da 598 000 telespettatori per il 2,80% di share.

### Omicidio di Giulio Regeni
In onda il 25 maggio 2017 in prima serata, eccezionalmente di giovedì. La puntata venne seguita da 532 000 telespettatori per il 2,40% di share.

### Elezioni presidenti Camera e Senato
In onda il 23 marzo 2018, eccezionalmente in access prime time, tra Blob e Un posto al sole, e di venerdì. La puntata venne seguita da 1 348 000 telespettatori per il 5,50% di share.

### Nascita Governo Conte I
In onda il 28 maggio 2018 in prima serata, eccezionalmente di lunedì. La puntata venne seguita da 1 584 000 telespettatori per il 7,30% di share.